# Kareena Kapoor
Kareena Kapoor (Bombay, 21 september 1980) is een actrice uit India. Ze is de dochter van filmregisseur Randhir Kapoor en actrice Babita. Ook haar oudere zus Karishma Kapoor is een actrice, en ook haar grootvader Raj Kapoor en overgrootvader Prithviraj Kapoor waren acteurs. Sinds 16 oktober 2012 is ze getrouwd met acteur Saif Ali Khan met wie ze twee zoons heeft. 
Kapoor debuteerde in 2000 met de film Refugee en sindsdien speelde ze elk jaar wel in een of meerdere films. Sindsdien is ze uitgegroeid tot de best betaalde actrice van Bollywood. In 2011 kreeg zij haar eigen wassenbeeld in het Madame Tussauds.

## Filmografie
| Jaar | Film                            | Rol                                | Notitie                               |
| ---- | ------------------------------- | ---------------------------------- | ------------------------------------- |
| 2000 | Refugee                         | Nazneen Ahmed                      |                                       |
| 2001 | Mujhe Kucch Kehna Hai           | Pooja Saxena                       |                                       |
| 2001 | Yaadein                         | Isha Singh Puri                    |                                       |
| 2001 | Ajnabee                         | Priya Malhotra                     |                                       |
| 2001 | Aśoka                           | Kaurwaki                           |                                       |
| 2001 | Kabhi Khushi Kabhie Gham...     | Pooja Sharma                       |                                       |
| 2002 | Mujhse Dosti Karoge!            | Tina Kapoor                        |                                       |
| 2002 | Jeena Sirf Merre Liye           | Pinky/Pooja                        |                                       |
| 2003 | Talaash: The Hunt Begins...     | Tina                               |                                       |
| 2003 | Khushi                          | Khushi Singh                       |                                       |
| 2003 | Main Prem Ki Diwani Hoon        | Sanjana                            |                                       |
| 2003 | LOC Kargil                      | Simran                             |                                       |
| 2004 | Chameli                         | Chameli                            |                                       |
| 2004 | Yuva                            | Mira                               |                                       |
| 2004 | Dev                             | Aaliya                             | ook zangeres "Jab Nahin Aaye The Tum" |
| 2004 | Fida                            | Neha Mehra                         |                                       |
| 2004 | Aitraaz                         | Priya Malhotra                     |                                       |
| 2004 | Hulchul                         | Anjali                             |                                       |
| 2005 | Bewafaa                         | Anjali Sahai                       |                                       |
| 2005 | Kyon Ki                         | Tanvi Khurana                      |                                       |
| 2005 | Dosti: Friends Forever          | Anjali                             |                                       |
| 2006 | 36 China Town                   | Priya                              |                                       |
| 2006 | Chup Chup Ke                    | Shruti                             |                                       |
| 2006 | Omkara                          | Dolly Mishra                       |                                       |
| 2006 | Don                             | Kamini                             | gastoptreden                          |
| 2007 | Kya Love Story Hai              |                                    | nummer "It's Rocking"                 |
| 2007 | Jab We Met                      | Geet Dhillon                       |                                       |
| 2008 | Halla Bol                       | haarzelf                           | gastoptreden                          |
| 2008 | Tashan                          | Pooja Singh                        | ook zangeres "Pooja Ka Tashan"        |
| 2008 | Roadside Romeo                  | Laila                              | animatie film, stemacteur             |
| 2008 | Golmaal Returns                 | Ekta                               |                                       |
| 2009 | Luck by Chance                  | haarzelf                           | gastoptreden                          |
| 2009 | Billu                           |                                    | nummer "Marjaani"                     |
| 2009 | Kambakkht Ishq                  | Simrita Rai/Bebo                   |                                       |
| 2009 | Main Aurr Mrs Khanna            | Raina Khanna                       |                                       |
| 2009 | Kurbaan                         | Avantika Ahuja                     |                                       |
| 2009 | 3 Idiots                        | Pia Sahastrabudhhe                 |                                       |
| 2010 | Milenge Milenge                 | Priya Malhotra                     |                                       |
| 2010 | We Are Family                   | Shreya Arora                       |                                       |
| 2010 | Golmaal 3                       | Daboo                              |                                       |
| 2011 | Bodyguard                       | Divya S. Rana                      |                                       |
| 2011 | Ra.One                          | Sonia Subramaniam                  |                                       |
| 2012 | Ek Main Aur Ekk Tu              | Riana Braganza                     |                                       |
| 2012 | Agent Vinod                     | Iram Parveen Bilal/Dr. Ruby Mendes |                                       |
| 2012 | Rowdy Rathore                   |                                    | nummer "Chinta Ta"                    |
| 2012 | Heroine                         | Mahi Arora                         |                                       |
| 2012 | Talaash: The Answer Lies Within | Rosie/Simran                       |                                       |
| 2012 | Dabangg 2                       |                                    | nummer "Fevicol Se"                   |
| 2013 | Bombay Talkies                  |                                    | nummer "Apna Bombay Talkies"          |
| 2013 | Satyagraha                      | Yasmin Ahmed                       |                                       |
| 2013 | Gori Tere Pyaar Mein!           | Dia Sharma                         |                                       |
| 2014 | Singham Returns                 | Avni Kamat                         |                                       |
| 2014 | The Shaukeens                   | haarzelf                           | gastoptreden                          |
| 2014 | Happy Ending                    |                                    | gastoptreden                          |
| 2015 | Gabbar Is Back                  | Sunaina                            | gastoptreden                          |
| 2015 | Bajrangi Bhaijaan               | Rasika                             |                                       |
| 2015 | Brothers                        |                                    | nummer "Mera Naam Mary Hai"           |
| 2016 | Ki & Ka                         | Kia Bansal                         |                                       |
| 2016 | Udta Punjab                     | Dr. Preet Sahni                    |                                       |
| 2018 | Veere Di Wedding                | Kalindi Puri                       |                                       |
| 2019 | Good Newwz                      | Deepti Batra                       |                                       |
| 2020 | Angrezi Medium                  | Naina                              |                                       |
| 2022 | Laal Singh Chaddha              | Rupa                               |                                       |
| 2023 | Jaane Jaan                      | Maya D'Souza                       |                                       |
| 2023 | The Buckingham Murders          | Jasmeet Bhamra                     | ook producent                         |
| 2024 | Crew                            | Jasmine Kohli                      |                                       |
| 2024 | Singham Again                   | Avni Singham                       |                                       |

## Prijzen
- Filmfare Critics Award voor beste actrice, 2007, voor de film Omkara
- Filmfare Award voor beste actrice, 2008, voor de film Jab We Met

- Bibliothèque nationale de France: cb16268703g (data)
- Gemeinsame Normdatei: 139171460
- International Standard Name Identifier: 0000 0001 1953 035X
- Library of Congress Control Number: nr2002036705
- MusicBrainz: eb80a6f0-d54e-4a28-8128-a0ea026a7e68
- Nationale Bibliotheek van Tsjechië: xx0148710
- Nationale bibliotheek van Australië: 40524478
- Nationale Bibliotheek van Israël: 987007434488505171
- Trove: 1447671
- Virtual International Authority File: 95080189
- WorldCat: E39PBJmHGVXQkmrj3RrQjFrwmd